# 天主教伊西羅-尼安加拉教區
天主教伊西羅-尼安加拉教區（拉丁語：Dioecesis Isirensis-Niangaraënsis）是剛果民主共和國一個羅馬天主教教區，屬基桑加尼總教區。

## 歷史
教區前身是東韋勒宗座監牧區，成立於1911年12月18日，1924年5月6日升為代牧區。1926年1月14日易名為尼安加拉代牧區。1959年11月10日升為教區。1970年3月23日易名至今。

## 現況
教區位於東方省東北部，2006年有教友1,038,778人（佔轄區總人口70.4%）、二十個堂區、九十五名司鐸。現任教區主教為儒利安·安達沃·姆比亞。